# Suleiman Mahmud al-Obeidi
Sulaymān Maḥmūd al-ʿObaydī (in arabo سليمان محمود العبيدي‎?; Tobruk, 1949 – Tripoli, 6 ottobre 2020) è stato un generale libico.

## Biografia
Già comandante dell'esercito a Tobruk sotto il regime di Muʿammar Gheddafi, è stato uno dei primi ufficiali nell'alta gerarchia delle forze armate libiche a protestare o a rassegnare le dimissioni nel corso del 2011, in occasione della guerra civile libica. Circa la metà dei 6.000 soldati stimati che s'erano uniti ai rivoltosi anti-Gheddafi prendevano ordini dal generale al-ʿObaydī prima che il 28 luglio 2011 fosse assassinato in circostanze oscure il gen. ʿAbd al-Fattāḥ Yūnis, il comandante in capo dell'Esercito Nazionale di Liberazione Libico formato dai rivoltosi libici. L'Associated Press ha riferito il giorno seguente che al-ʿObaydī era succeduto a Yūnis come comandante in capo.
È deceduto il 6 ottobre 2020 a causa del COVID-19.